# 砂田橋
砂田橋（すなだばし）は、愛知県名古屋市東区にある地名。現行行政地名は砂田橋一丁目から砂田橋五丁目。住居表示実施済。

## 地理
名古屋市東区東端部に位置する。東から南は千種区、西は大幸および大幸南、北は矢田川を挟んで守山区に接する。

## 歴史

### 町名の由来
『角川日本地名大辞典』は旧字砂田に由来するとし、『なごやの町名』は大幸川の同名の橋に由来するとする。

### 沿革
- 1984年（昭和59年）10月22日 - 東区鍋屋上野町・大幸町および千種区鍋屋上野町の各一部により、東区砂田橋一丁目から同五丁目として成立[1]。
- 1988年（昭和63年）11月20日 - 千種区鍋屋上野町の一部を編入[1]。

## 世帯数と人口
2019年（平成31年）2月1日現在の世帯数と人口は以下の通りである。
| 丁目         | 世帯数    | 人口    |
| ------------ | --------- | ------- |
| 砂田橋一丁目 | 485世帯   | 891人   |
| 砂田橋二丁目 | 652世帯   | 1,359人 |
| 砂田橋三丁目 | 1,441世帯 | 2,713人 |
| 砂田橋四丁目 | 470世帯   | 1,085人 |
| 砂田橋五丁目 | 386世帯   | 893人   |
| 計           | 3,434世帯 | 6,941人 |

### 人口の変遷
国勢調査による人口の推移
| 1995年（平成7年）  | 6,992人 | [ WEB 6 ]  |  |
| 2000年（平成12年） | 6,376人 | [ WEB 7 ]  |  |
| 2005年（平成17年） | 6,078人 | [ WEB 8 ]  |  |
| 2010年（平成22年） | 6,174人 | [ WEB 9 ]  |  |
| 2015年（平成27年） | 6,390人 | [ WEB 10 ] |  |

## 学区
市立小・中学校に通う場合、学校等は以下の通りとなる。また、公立高等学校に通う場合、学区は以下の通りとなる。
| 丁目         | 番・番地等 | 小学校                 | 中学校               | 高等学校 |
| ------------ | ---------- | ---------------------- | -------------------- | -------- |
| 砂田橋一丁目 | 全域       | 名古屋市立砂田橋小学校 | 名古屋市立矢田中学校 | 尾張学区 |
| 砂田橋二丁目 | 全域       | 名古屋市立砂田橋小学校 | 名古屋市立矢田中学校 | 尾張学区 |
| 砂田橋三丁目 | 全域       | 名古屋市立砂田橋小学校 | 名古屋市立矢田中学校 | 尾張学区 |
| 砂田橋四丁目 | 全域       | 名古屋市立砂田橋小学校 | 名古屋市立矢田中学校 | 尾張学区 |
| 砂田橋五丁目 | 全域       | 名古屋市立砂田橋小学校 | 名古屋市立矢田中学校 | 尾張学区 |

## 施設
- 千代田橋緑地[2]

### 砂田橋一丁目

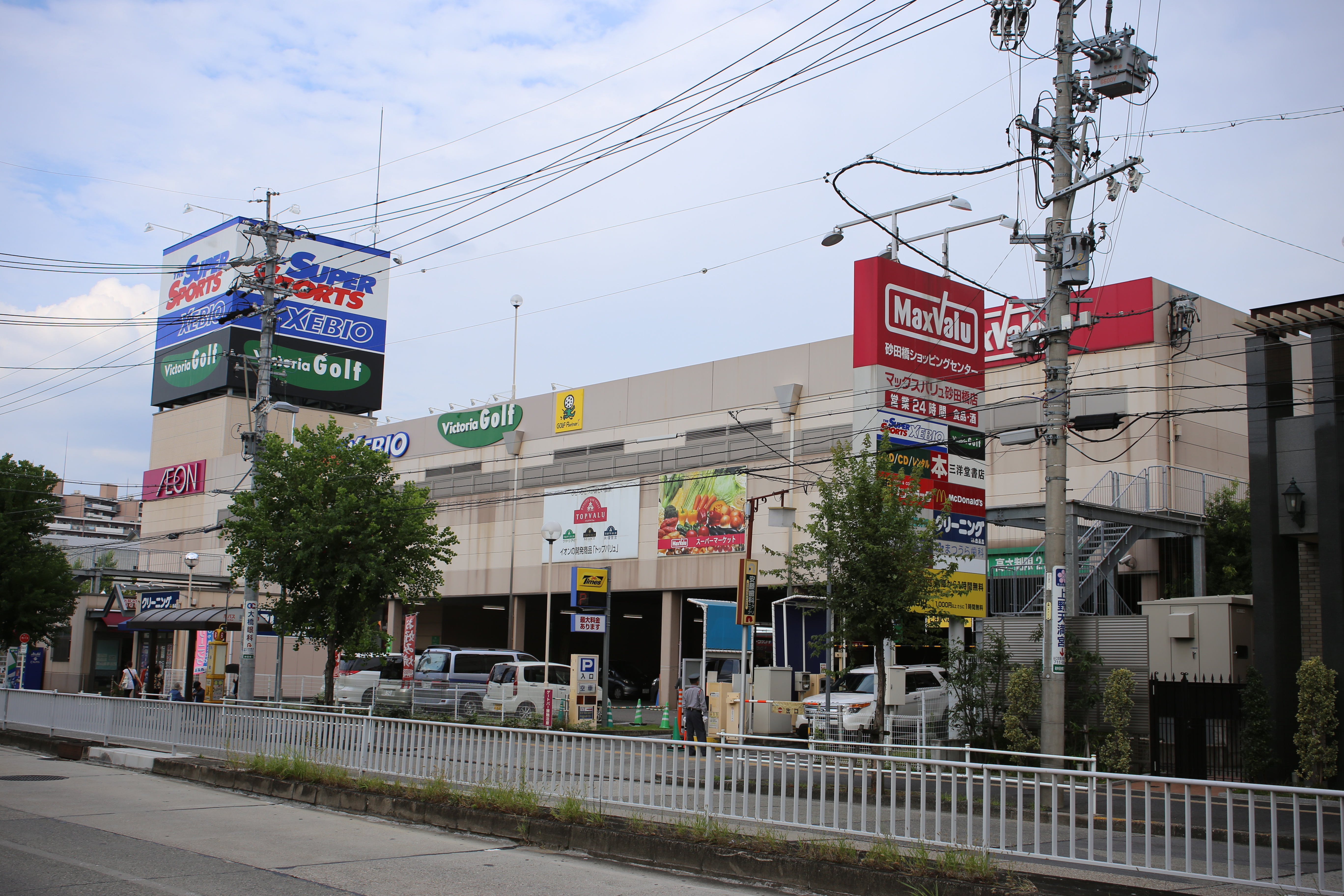
砂田橋ショッピングセンター
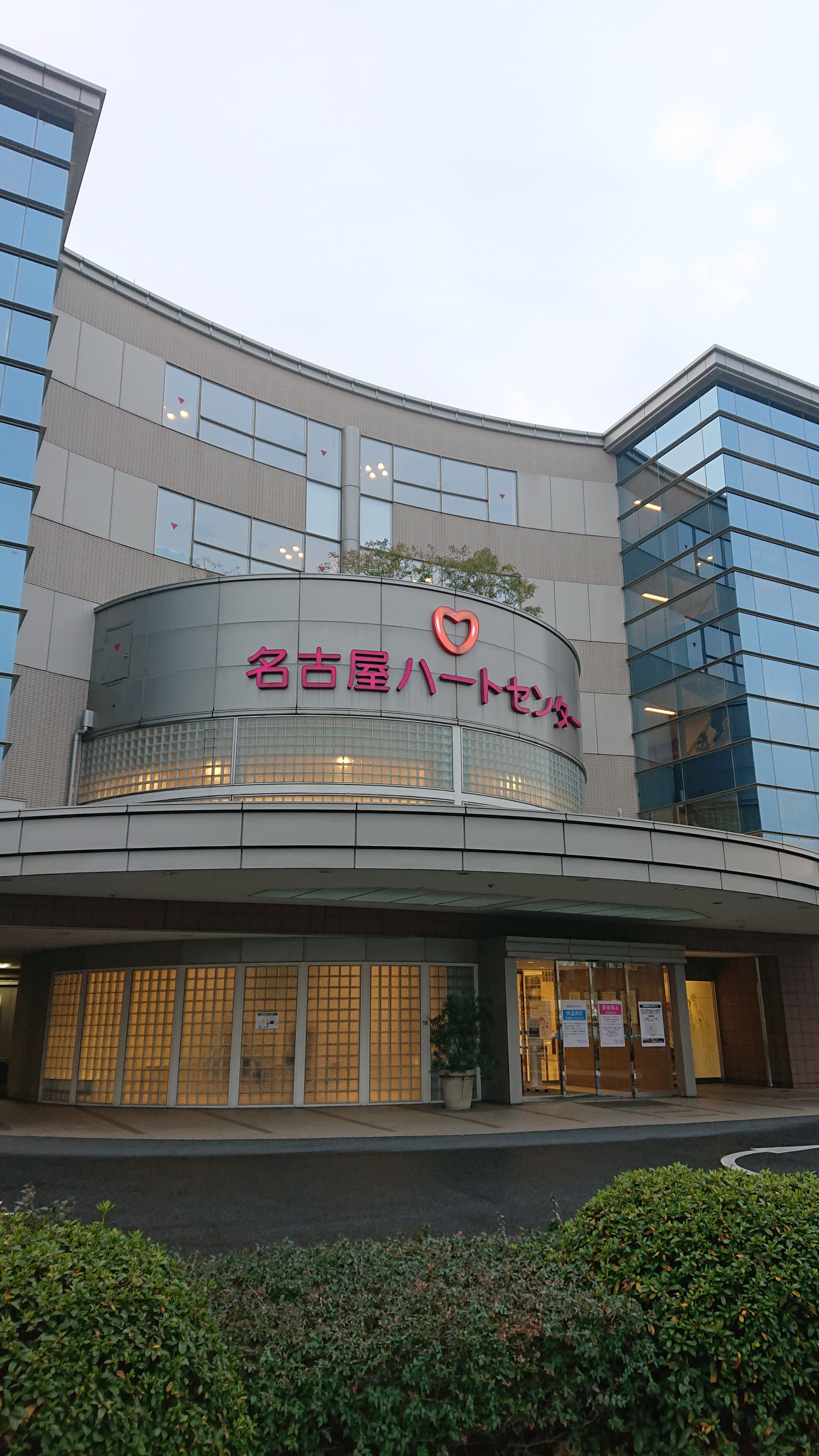
名古屋ハートセンター
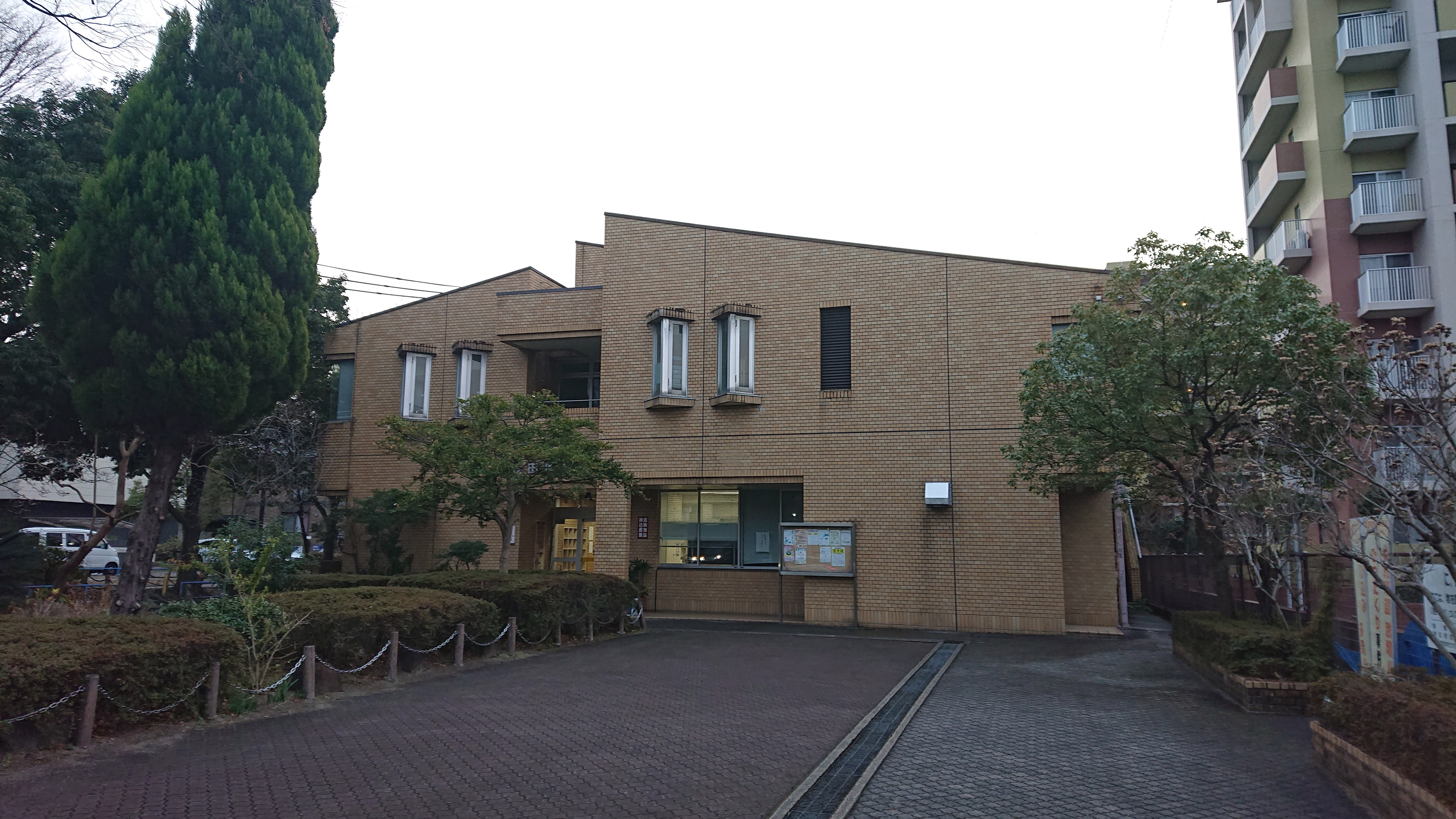
砂田橋会館

- 砂田橋ショッピングセンター
- 名古屋ハートセンター
- 砂田橋会館

### 砂田橋二丁目
- 名古屋学院中学校・高等学校[2]
- 大幸東公園
1975年（昭和50年）8月15日供用開始[WEB 13]。
- 矢田川パークハウス

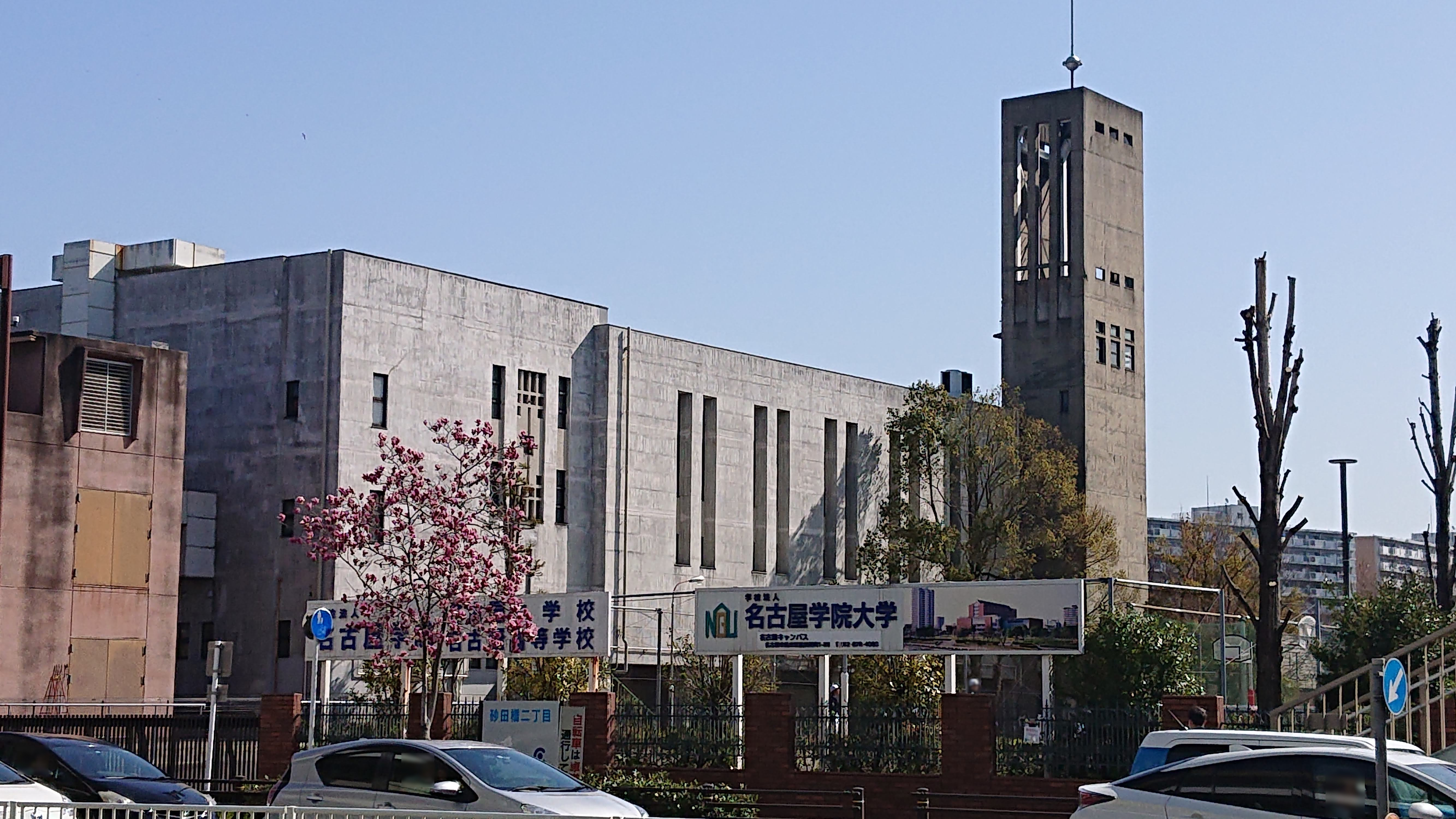
名古屋学院中学校・高等学校
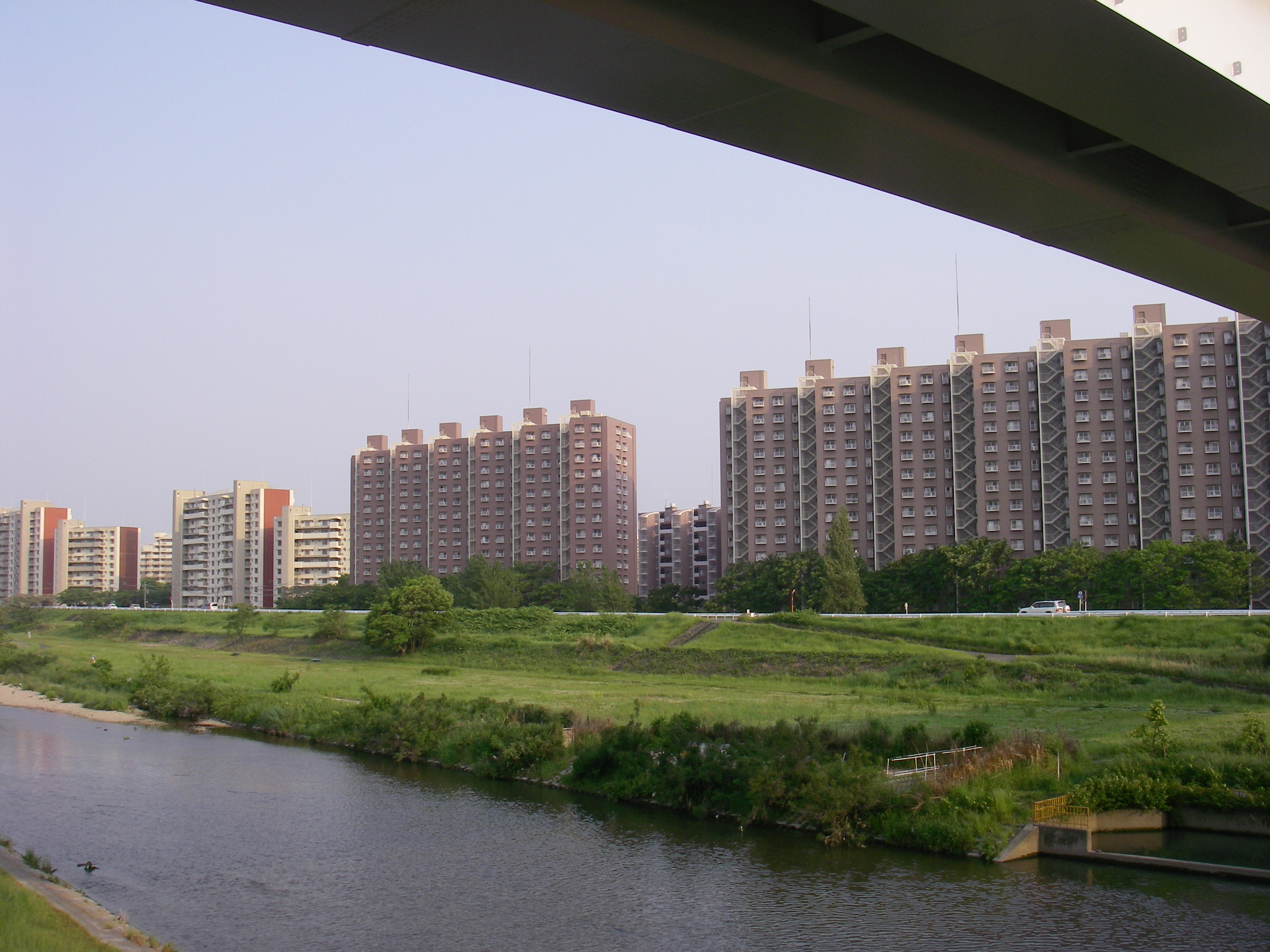
矢田川パークハウス

### 砂田橋三丁目
- 大幸東団地[2]

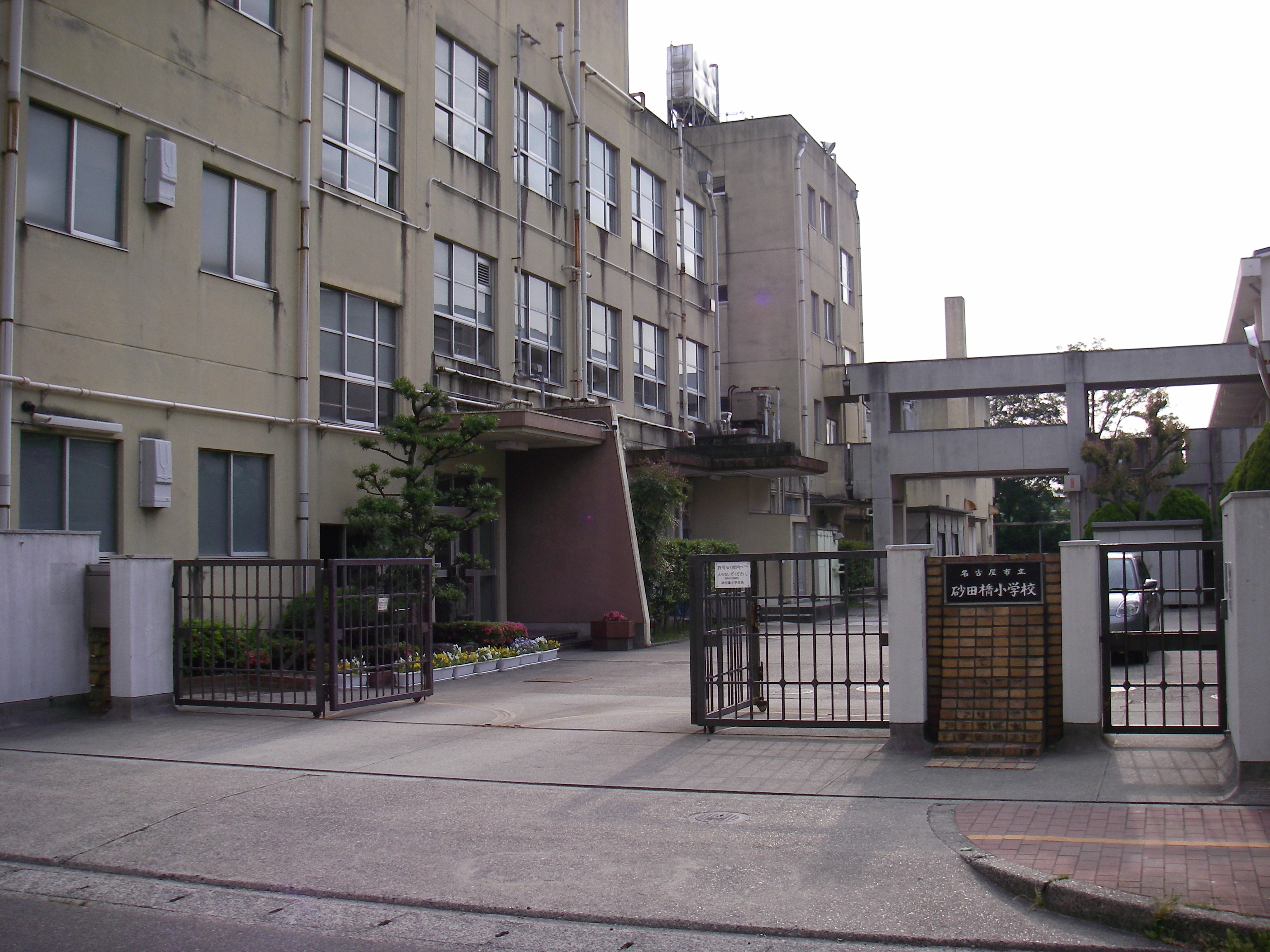
名古屋砂田橋郵便局
- 名古屋市立砂田橋小学校[2]
- 砂田橋保育園[2]
- 大幸第二公園
1980年（昭和55年）4月1日供用開始[WEB 13]。

- 砂田橋小学校

### 砂田橋四丁目
- レンゴー名古屋工場[2]
- 市営砂田橋荘
- コーナン砂田橋店
- コノミヤ砂田橋店
- メガシティテラス
- コカ・コーラボトラーズジャパン名古屋オフィス

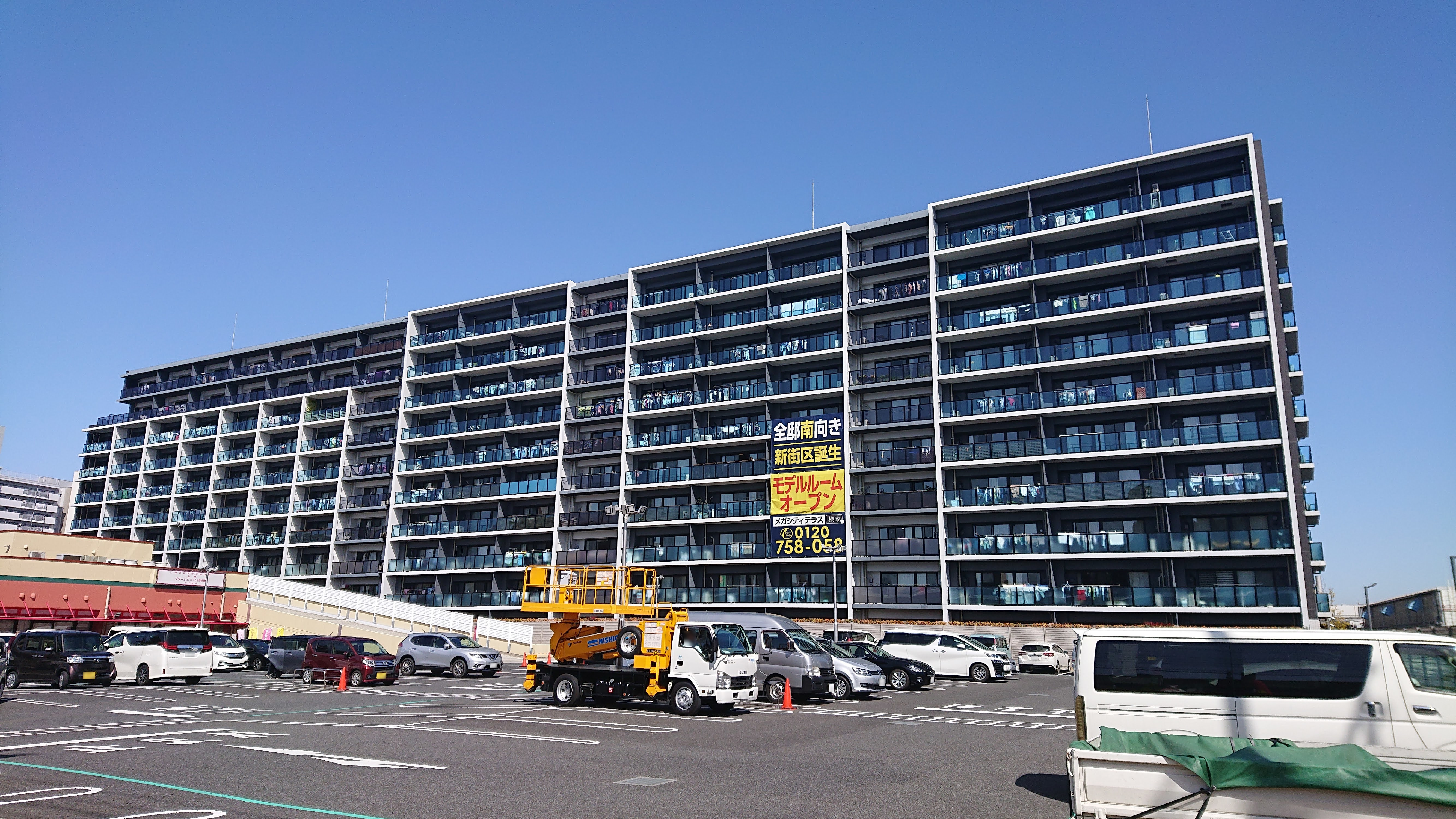
メガシティテラス
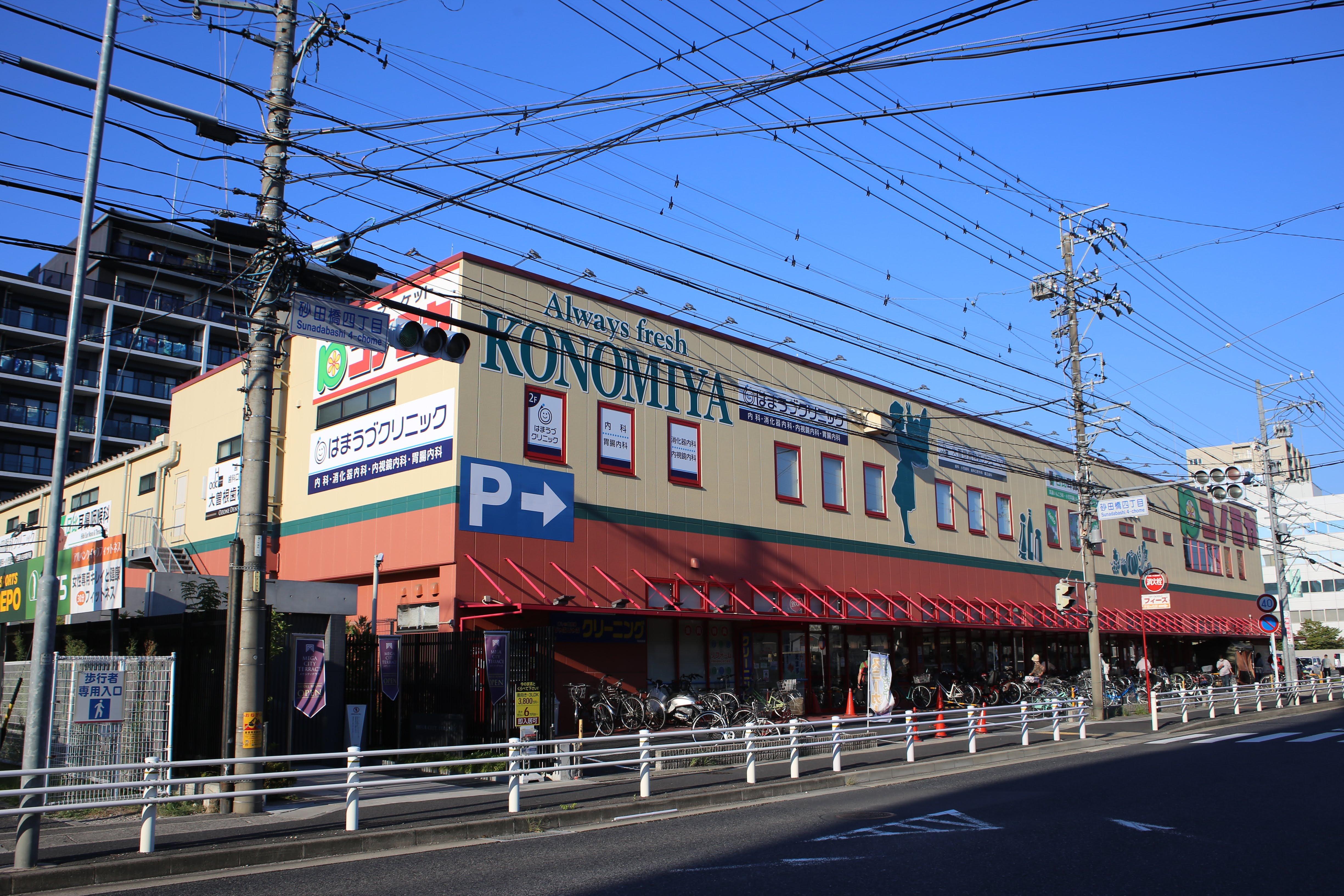
コノミヤ砂田橋店
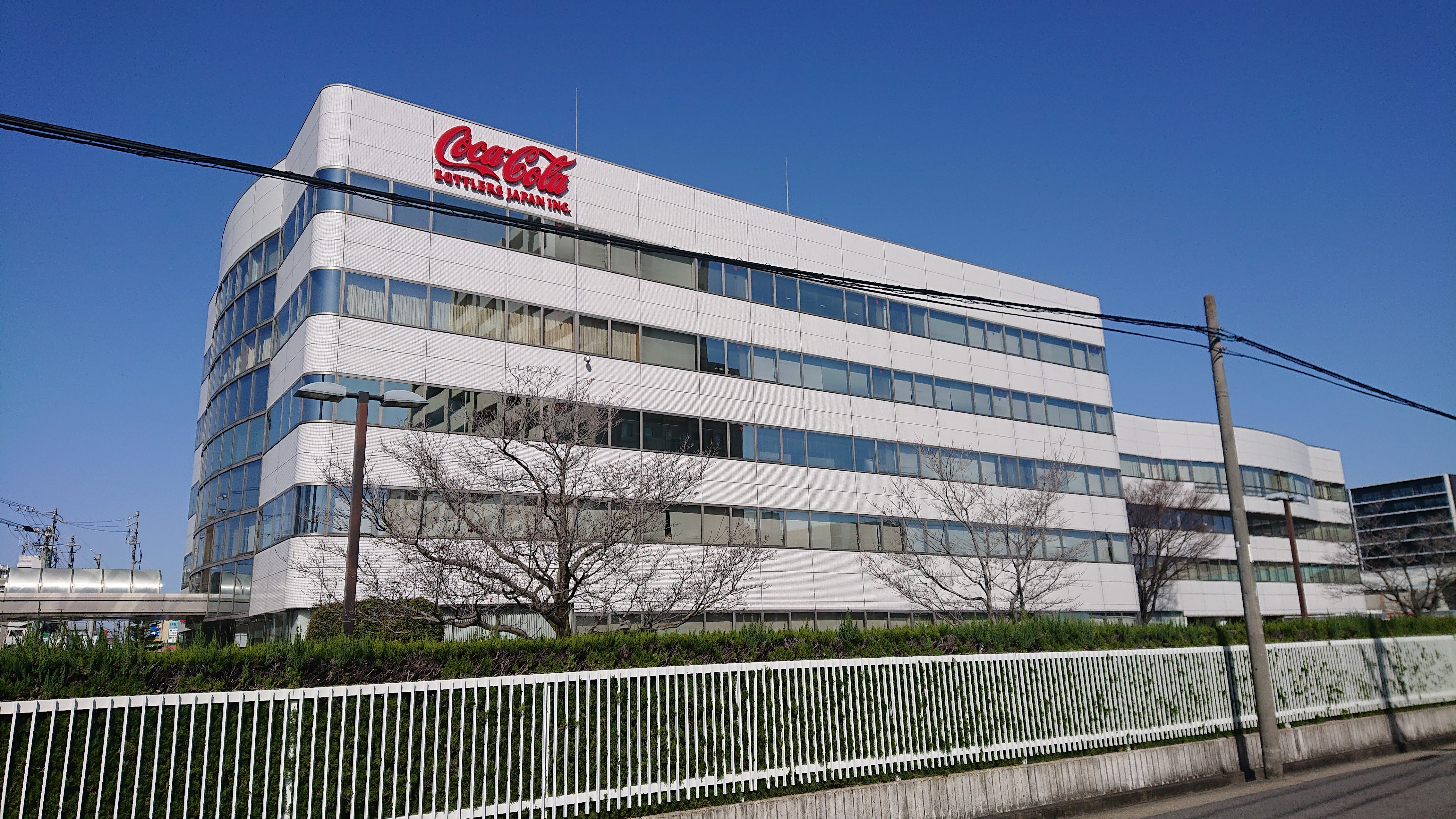
コカ・コーラボトラーズジャパン名古屋オフィス

### 砂田橋五丁目
- 西濃運輸大曽根支店[2]
- 大幸幼児園[2]

## 交通
- 愛知県道30号関田名古屋線
  - 当地に近接して、砂田橋駅（名古屋市営地下鉄名城線・名古屋ガイドウェイバスガイドウェイバス志段味線（ゆとりーとライン））が存在する。

## その他

### 日本郵便
- 郵便番号 : 461-0045[WEB 3]（集配局：名古屋東郵便局[WEB 14]）。

### WEB
1. ↑  “愛知県名古屋市東区の町丁・字一覧”.   人口統計ラボ. 2017年2月11日閲覧。
2. 1 2  “町・丁目(大字)別、年齢(10歳階級)別公簿人口(全市・区別)”.   名古屋市 (2019年2月20日). 2019年3月10日閲覧。
3. 1 2  “郵便番号”.  日本郵便. 2019年3月17日閲覧。
4. ↑  “市外局番の一覧”.   総務省. 2019年1月6日閲覧。
5. 1 2  名古屋市役所市民経済局地域振興部住民課町名表示係 (2015年10月21日). “東区の町名”.   名古屋市. 2017年2月11日閲覧。
6. ↑  総務省統計局 (2014年3月28日). “平成7年国勢調査の調査結果(e-Stat) - 男女別人口及び世帯数 －町丁・字等” (CSV). 2019年4月27日閲覧。
7. ↑  総務省統計局 (2014年5月30日). “平成12年国勢調査の調査結果(e-Stat) - 男女別人口及び世帯数 －町丁・字等” (CSV). 2019年4月27日閲覧。
8. ↑  総務省統計局 (2014年6月27日). “平成17年国勢調査の調査結果(e-Stat) - 男女別人口及び世帯数 －町丁・字等” (CSV). 2019年4月27日閲覧。
9. ↑  総務省統計局 (2012年1月20日). “平成22年国勢調査の調査結果(e-Stat) - 男女別人口及び世帯数 －町丁・字等” (CSV). 2019年4月27日閲覧。
10. ↑  総務省統計局 (2017年1月27日). “平成27年国勢調査の調査結果(e-Stat) - 男女別人口及び世帯数 －町丁・字等” (CSV). 2019年4月27日閲覧。
11. ↑  “市立小・中学校の通学区域一覧”.   名古屋市 (2018年11月10日). 2019年1月14日閲覧。
12. ↑  “平成29年度以降の愛知県公立高等学校（全日制課程）入学者選抜における通学区域並びに群及びグループ分け案について”.   愛知県教育委員会 (2015年2月16日). 2019年1月14日閲覧。
13. 1 2  “都市公園の名称、位置及び区域並びに供用開始の期日” (2019年5月1日). 2019年11月3日閲覧。
14. ↑  郵便番号簿 平成29年度版 - 日本郵便. 2019年03月10日閲覧 (PDF)

### 書籍
1. 1 2 3  名古屋市計画局 1992, p. 743.
2. 1 2 3 4 5 6 7 8 9 10  「角川日本地名大辞典」編纂委員会 1989, p. 1513.
3. ↑  「角川日本地名大辞典」編纂委員会 1989, p. 733.
4. ↑  名古屋市計画局 1992, p. 144.